# Wellington Koo
 (juillet 2009).
Wellington Koo, à l'origine Koo Vi Kyuin et plus connu sous le nom de V. K. Wellington Koo (chinois traditionnel : 顧維鈞 ; chinois simplifié : 顾维钧 ; pinyin : Gù Wéijūn ; Wade : Ku Wei-chün,  Koo Vi Kyuin est une transcription de son nom et son prénom selon la prononciation du shanghaïen), est né le 29 janvier 1887 à Shanghai (Chine impériale) et mort le 14 novembre 1985 à New York (États-Unis).
Il est un diplomate et homme d'État chinois, représentant de la république de Chine à la conférence de paix de Paris de 1919.

## Biographie
Né à Shanghai en 1887, il part aux États-Unis en 1904 pour étudier la culture occidentale afin d'aider la Chine à faire face à l'impérialisme. Il parle un anglais parfait et en vient à s'intéresser à la position de la Chine dans la société internationale. Wellington Koo est ambassadeur en France, au Royaume-Uni et aux États-Unis.
Koo fréquente l'université Saint-John de Shanghai et, aux États-Unis, le Collège Columbia de l'université Columbia de New York où il est membre de la Société Philolexiane, un cercle littéraire et de débats. En 1912, Koo obtient son Ph.D. en Droit et Diplomatie internationale de l'université Columbia. Immédiatement, il rentre pour prendre du service dans la nouvelle République de Chine comme secrétaire anglais du Président. En 1915, Koo est nommé Envoyé chinois aux États-Unis.
En 1919, il se rend célèbre en tant que membre de la délégation chinoise à la Conférence de paix de Paris. Devant les puissances occidentales et le Japon, il demande que ce dernier restitue le Shandong à la Chine. Il demande aussi aux pays occidentaux de mettre fin à toutes les institutions impérialistes comme l'extra-territorialité, les contrôles tarifaires, les gardes des légations et les propriétés en location. Les puissances occidentales rejettent ses revendications. Par conséquent, la délégation chinoise à la Conférence de paix de Paris est la seule nation à ne pas signer le Traité de Versailles à la cérémonie de la signature.
Koo participe aussi à la formation de la Société des Nations comme premier représentant de la Chine auprès de la nouvelle organisation. Il est président de la République pendant une période de chaos à Pékin en 1926-1927. Il occupe ensuite la charge de Ministre des Affaires étrangères sous Zhang Zuolin et représente la Chine à la Société des Nations pour protester contre l'invasion japonaise de la Mandchourie
De 1936 à 1940, il remplit les fonctions d'ambassadeur de Chine en France, finalement occupée par l'Allemagne. Après quoi, il est Ambassadeur de Chine au Royaume-Uni jusqu'en 1946. Koo est un des membres fondateurs de l'Organisation des Nations unies en 1945. Ensuite, il devient Ambassadeur aux États-Unis, et cherche à garder l'alliance entre la République de Chine et les États-Unis, alors que le Kuomintang commence à perdre contre les Communistes chinois avant de se retirer à Taïwan.
Koo se retire du service diplomatique chinois en 1956, après 44 ans d'activité et deux guerres mondiales. En 1956, Koo devient  juge de la Cour internationale de Justice à La Haye et occupe la charge de vice-président de la Cour pendant les trois dernières années de son mandat.
Il se retire en 1967, pour s'établir à New York, où il passe le reste de sa vie avec sa famille et ses amis, jusqu'à sa mort en 1985, à l'âge de 98 ans.

## Vie privée
La première femme de Koo est Chang Jun-e. Ils divorcent avant 1912.
Pao-Yu Tang, sa deuxième femme (décédée en 1918), est la plus jeune fille de l'ancien Premier ministre chinois Tang Shaoyi et cousine de l'actrice et peintre Mai-Mai Sze. Les Koo ont deux enfants : un fils, Teh-Chang Koo (né en 1916) et une fille, Patricia Koo (née en 1918). Elle meurt aux États-Unis pendant la pandémie de grippe espagnole de 1918.
Koo épouse en troisièmes noces Hui-Lan Oei (née à Java en 1899). C'est une des quarante-cinq enfants reconnus du magnat du sucre Oei Tiong-ham, un Chinois résidant à Java. De cette union naissent deux fils, Yu-Chang Koo (Wellington Koo Jr., née en 1922) et Fu-Chang Koo (dit « Freeman Koo », né en 1923). Ils divorcent vers 1955.